# Friedersdorfer Mühle
Friedersdorfer Mühle ist eine Wüstung auf dem Gemeindegebiet des Marktes Marktrodach im Landkreis Kronach (Oberfranken, Bayern).

## Geographie
Die Einöde lag auf einer Höhe von 342 m ü. NHN an einem linken Seitenarm der Rodach.

## Geschichte
Gegen Ende des 18. Jahrhunderts gehörte Friedersdorfer Mühle zur Realgemeinde Zeyern. Das Hochgericht übte das bambergische Centamt Kronach aus. Der Lehenhof Bamberg war Grundherr der Schneidmühle.
Mit dem Gemeindeedikt wurde Friedersdorfer Mühle dem 1808 gebildeten Steuerdistrikt Zeyern und der 1818 gebildeten Ruralgemeinde Zeyern zugewiesen. Die Mühle wurde nur in einem Ortsverzeichnis von 1867 explizit aufgelistet, in den amtlichen Ortsverzeichnissen von 1877 und 1888 nur implizit unter Angabe der Zahl der Schneidmühlen, die zu Zeyern gehörten. Am 1. Mai 1978 wurde die Gemeinde Marktrodach gebildet, in die die ehemalige Gemeinde Zeyern eingegliedert wurde. Auf einer topographischen Karte von 1994 war die Mühle noch verzeichnet.

## Religion
Der Ort war ursprünglich katholisch und nach St. Leonhard (Zeyern) gepfarrt.